# أفياري
أفياري (بالإنجليزية: Aviary)‏ هو برنامج للتعديل على الصور يعمل على الأندرويد وآي أو إس.
أنشأ المنتوج سنة 2007.
في 22 سبتمبر من سنة 2014، أصبح أدوبي سيستمز مالكا للمنتوج.

## روابط خارجية
- الموقع الرسمي